# Springtime
Springtime (укр. Весна) — дебютний повноформатний альбом гурту «VITER». Інтернет-реліз відбувся 28 липня 2012 року, на фізичних носіях альбом вийшов 1 вересня того ж року.
Усі пісні записано англійською мовою.

## Історія
Над своїм першим альбомом група працювала більше двох років. За цей час VITER викристалізував нове звучання, що увібрало як попередній досвід, так і нові музичні ідеї[ненейтрально]. Гурт записував та засемпльовував традиційні українські інструменти (а в одній пісні навіть курку), робив їх звучання наближеним до синтезованих звуків. Музичний стиль альбому нетиповий, самі музиканти назвали його «FOLK'N’DUSTRIAL».
Окрім авторських робіт музикантів гурту, на платівці є переспів англійською двох пісень, які в Україні стали народними: Ніч яка місячна («The Night is So Moonlit») та Два кольори («Two Colors»).
Запис диску проходив у трьох різних українських студіях. Зведення та мастеринг робили Макс Хоменко та Матвій Шкотняр. Автор обкладинки диску — львівський фотограф Андрій Федоришин.
9 із 10 треків альбому спершу виходили у вигляді синглів. Починаючи з червня 2012 року гурт щотижня викладав їх на своїх інтернет-сторінках. Для кожного них була створена окрема обкладинка.
27 вересня 2012 року у Львові презентували дебютний кліп на пісню «For the Fire» (режисер — Олександр Кулик).

## Реакція
Альбом викликав стриману й подекуди неоднозначну реакцію. Деякі прихильники групи були розчаровані тим, що всі пісні звучать англійською.
Учасники гурту пояснили такий вибір бажанням підняти українську культуру на світовий рівень: «У нас немає комплексу меншовартості і ми впевнені, що прийшов час українцям про себе заявляти на світовій сцені.»
У жовтні 2013 року було видано альбом «Весна» з тими ж піснями українською мовою.

## Список композицій
| #     | Назва                                              | Тривалість |
| ----- | -------------------------------------------------- | ---------- |
| 1.    | «Wool Fish Love (Mountain Valley, Mountain Hills)» | 4:14       |
| 2.    | «The Night is So Moonlit»                          | 5:12       |
| 3.    | «Marichka»                                         | 4:03       |
| 4.    | «For the Fire»                                     | 4:57       |
| 5.    | «Springtime»                                       | 4:00       |
| 6.    | «Diving Deep»                                      | 4:36       |
| 7.    | «Cold and Frozen»                                  | 4:57       |
| 8.    | «Viter»                                            | 3:29       |
| 9.    | «Day Eats Day»                                     | 3:37       |
| 10.   | «Two Colors»                                       | 5:42       |
| 44:00 |                                                    |            |

- Слова: Юліан Мицик, крім 2 (Михайло Старицький),10 (Дмитро Павличко).
- Музика: Viter

## Музиканти
- Юліан Мицик («Viterzgir») — вокал, народні інструменти
- Святослав Адепт — гітара, бек вокал, народні інструменти
- Володимир Дереча — гітара
- Богдан Потопальський — бас, бек вокал
- Сергій Красуцький — ударні, бек вокал
- Олександр Ігнатов — клавішні